# Hanwha
Hanwha, anciennement Korea Explosives, est un conglomérat sud-coréen, un chaebol, spécialisé notamment dans les explosifs. En 2015, son président est Seung Youn Kim.
Hanwha se classait en 2023 au 26e rang mondial pour la production d'armement.

## Historique
L'entreprise possédait le quotidien Kyunghyang Shinmun jusqu'en 1999, lorsqu'elle dut s'en séparer à cause de la crise économique asiatique .
En 2010, Hanwha racheta 49 % des actions de l'entreprise chinoise de panneaux solaires Solarfun, qui fut ensuite renommée Hanwha SolarOne. En août 2012, l'entreprise manifesta son souhait de racheter l'entreprise allemande de panneaux solaires Q-Cells, après que celle-ci fit faillite en avril 2012. La vente, d'un montant de 50 millions d'euros, fut finalisée le 16 octobre 2012, après accord de l'autorité de la concurrence allemande, ce qui conduisit à la formation de la société Hanwha Q-Cells. La vente comprenait notamment le site de Bitterfeld-Wolfen et ses activités de recherche, développement et production, ainsi que le site de production en Malaisie ; 1300 emplois sur 1500 furent sauvegardés.
En novembre 2014, Hanwha et Hanwha Energy acquièrent les participations de Samsung Group dans quatre entreprises, présentes dans la défense ou la chimie. Cela comprend une participation de 32,4 % dans Samsung Techwin et de 57,6 % dans Samsung General Chemicals, ainsi que les participations dans les coentreprises Samsung Total Petrochemicals, Samsung General Chemicals et Samsung Thales, pour un montant proche de 1,7 milliard de dollars,.

## Activités
Elle comprend plusieurs dizaines de filiales, dans des secteurs aussi variés que la finance (Hanwha Investment, Hanwha Savings Bank), l'assurance (Hanwha Life Insurance, installée dans le 63 Building de Séoul), l'énergie (Hanwha Energy, et Hanwha Total Petrochemical, une coentreprise avec Total), le bâtiment (Hanwha Engineering & Construction Co. Ltd, qui participa à la construction du pont d'Incheon au sein de la coentreprise Samsung Corporation JV), l'armement, la sécurité et la production de moteurs-fusées (Hanwha Aerospace, nommé Hanwha Techwin de 2015 à 2018).
L'entreprise possède également plusieurs hôtels, via sa filiale Hanwha Hotels & Resorts, qui possède notamment l'hôtel « THE PLAZA », situé en face de l'hôtel de ville de Séoul), ainsi que plusieurs hôtels à Busan. Enfin, la filiale Hanwha Galleria possède plusieurs grands magasins de luxe, notamment le Galleria Luxury Hall, ouvert en 1990 à Séoul, et une boutique hors taxes, ouverte en 2015 au rez-de-chaussée du 63 Building
Leur réseau de distribution pour les produits solaires couvre plus de 79 distributeurs et grossistes, à travers plus de 23 différents pays.

## Communication
L'entreprise a acheté en 1993 l'équipe de baseball professionnel (championnat KBO) des Binggeurae Eagles, de Daejeon, qui deviennent alors les Hanwha Eagles.
Hanwha organise chaque année, en octobre, le festival international de feux d'artifice de Séoul, sur le fleuve Han, en face du 63 Building.